# 조선민주주의인민공화국의 문법론
조선민주주의인민공화국의 문법론이란 조선민주주의인민공화국(이하 ‘북한’)의 사회과학원과 김일성종합대학 등을 중심으로 전개되는 한국어 문법론을 이른다. 아래에 김용구(1989)를 바탕으로 1980년대 이후의 북한 문법론에 관해 형태론과 통사론을 중심으로 개관한다.

## 역사
북한 문법론의 역사는 대강 다음과 같이 구분할 수 있다.
1. 초창기 (한국전쟁 이전)
해방 직후부터 한국전쟁까지의 시기는 북한 언어학의 초창기라 할 수 있다. 해방전부터 연구 활동을 하던 홍기문(1903∼1992), 리극로(1893~1978), 김수경(1918~) 등이 중심으로 한국어학을 이끌어 나갔다. 이 시기에는 전통적인 문법 연구가 이루어지는 동시에 소련 언어학의 개념들이 새로 도입되었다. 그러나 이 시기에는 소련 언어학이 충분히 소화되지 않았던 것으로 추정된다. 또 김두봉(1890~?)이 조선어 신철자법에서 소위 ‘6자모’를 고안하는 등 다양한 실험적인 시도가 이 시기에 이루어졌다. 조선 어문 연구회에 의한 “조선어 문법(朝鮮語文法)”(1949년)에서는 ‘조사’와 같은 종래의 개념을 계승하면서도 ‘어사 결합’(단어 결합) 등 소련 언어학의 개념도 도입하고 있다.
2. 발전기 (1960년대)
한국전쟁 후부터 1960년대에 걸쳐 북한 언어학은 소련 언어학의 영향을 농후하게 받으면서 그것을 소화하여 한국어학의 분야에 적용해 큰 발전을 이루었다. 과학원 언어학 연구소가 펴낸 “조선어 문법 1”(1960년), “조선어 문법 2”(1963년)는 그 집대성이며 여기서 제시된 문법론은 이후의 북한 문법론의 바탕을 이루었다고 할 수 있다. 이 시기에는 소련, 중국 등의 연구 논문이 수시로 번역되는 등 사회주의 진영의 언어학도 활발히 소개되었다.
3. 주체사상기 (1970년대 이후)
1970년대부터 주체사상이 본격적으로 대두되어 ‘자력 갱생’ 사상이 언어학에서도 지배적이 된 시기이다. 소련 등 외국 언어 이론의 도입이 주어든 대신 1960년대에 형성된 문법론을 북한 내부에서 독자적으로 재생산하는 경향이 짙다. 그렇기 때문에 정체적인 일면도 있으며 1980년대 후반 이후 문법론의 기본적인 틀은 거의 변경이 없다. 또 1960년대에는 과학원이 한국어학계를 이끌었는데 1970년대에 들어서 김일성종합대학에서도 연구가 활발해져 김일성종합대학에서 많은 연구 서적이 펴내게 되었다.

## 형태론
1960년대 문법론에서는 품사와 조어(단어형성)의 분야가 형태론에 포함되어 있었는데 1980년대 이후는 각각 품사론, 단어조성론으로 형태론에서 분리되었다.

### 형태소
단어를 이루는 형태소(북한에서 ‘형태부’)로 말뿌리(어근), 앞붙이(접두사), 뒤붙이(접미사), 토 네 가지를 인정한다. 그중 토는 북한 문법론에서 어간 뒤에 붙는 접사 따위를 가리키는 것으로 “조선말대사전”(1992년)에 따르면 “교착어로서의 조선말에서 문법적형태를 이루는 덧붙이.”로 규정되어 있다. 즉 어간 뒤에 붙어 문법적 기능을 담당하는 부분을 토로 규정한다. 한국 문법론에서의 조사, 어미, 접미사(선어말 어미)가 이에 해당된다. 토는 어디까지나 단어를 이루는 형태소로 보기 때문에 한국에서의 분류인 조사처럼 품사(즉 단어)로 인정하지 않는다. 지금 구분되는 토는 아래와 같다(〔  〕 내는 한국에서의 용어임).
1. 대상토 : 체언에 붙는 토
  - 격토〔격조사〕, 복수토〔복수 접미사〕, 도움토〔보조사〕
2. 서술토 : 용언에 붙는 토
  - 맺음토〔종결 어미〕, 이음토〔연결 어미〕, 규정토〔관형사형 어미〕, 꾸밈토〔연결 어미〕, 상토〔태 접미사〕, 존경토〔존경 접미사〕, 시간토〔시제 접미사〕
3. 바꿈토〔서술격 조사, 명사형 어미〕
4. 강조토〔보조사〕

이음토와 꾸밈토는 후술될 ‘용언의 어형’을 참조하라. 바꿈토에는 체언을 용언화시키는 ‘-이(다) ’와 용언을 체언화시키는 ‘-ㅁ, -기’가 있다.
강조토는 각종 토 뒤에 붙어 그 뜻을 더 한정하는 것을 가리킨다. 예를 들어 ‘-에다가’의 ‘-다가’, ‘-고서’의 ‘-서’ 등이 그것이며 한국에서 일부 연구자가 ‘후치사’라고 부르는 것이다.

### 체언
체언의 문법범주로는‘격’, ‘련관’, ‘수’ 세 가지를 인정한다. ‘련관’은 도움토에 의해 형성되는 범주, ‘수’는 복수토에 의해 형성되는 범주를 이른다. ‘련관’, ‘수’를 체언의 문법범주로 인정하느냐에 관해서는 북한 내에서 논의가 있었던 모양이며 이것들은 1960년대까지 문법범주라고 명확히 규정하지 않았다.
격에 관해서는 한국에서도 어느 조사를 격조사로 삼느냐, 격을 몇 가지로 나누냐 연구자에 따라 의견이 갈라지는데 북한에서도 사정은 마찬가지로 시대에 따라 격의 수와 종류에 약간의 차이가 있다. 현재는 주격(-가/-이), 대격(-를/-을), 속격(-의), 여격(-께, -에게, -에), 위격(-에게서, -에서) 조격(-로/-으로), 구격(-와/-과), 호격(-이시여, -이여, -아/-야), 절대격(접사 없음) 아홉 가지로 나눈다.

### 용언

#### 용언 어형
용언 어형은 아래와 같이 네 가지로 나눈다(〔  〕 내는 한국에서의 용어임).
1. 맺음형〔종결형〕
2. 이음형〔연결형〕
3. 규정형〔관형사형〕
4. 꾸밈형〔연결형〕

이음형은 복문을 형성하는 연결형으로 ‘-고, -면서, -니, -려고’ 등이 이에 해당된다. 꾸밈형은 서술 용언을 수식하는 연결형으로 ‘-게, -도록, -듯(이)’ 등이 이에 해당된다. 한국 문법론에서는 둘다 연결형으로 구분한다.

#### 용언의 문법범주
용언의 문법범주는‘법’(서법), ‘계칭’(상대 높임법), ‘상’(태), ‘존경’(주체 높임법), ‘시간’(시제) 다섯 가지 범주를 인정한다. 북한에서는 voice를 ‘상’이라 부르며 aspect를 ‘태’라 불러 이름이 한국과 반대가 되어 있다. 시제는 ‘시간’이라 부르는데 이는 러시아어 время(시간, 시제)를 번역한 것으로 추정된다. 북한에서는 상(aspect), 목격법(‘-더라, -ㅂ디다/-습디다’ 등)은 문법범주로 인정하지 않는다. 또 용언의 문법범주는 종합적 형식(synthetic form)에서만 인정하고 분석적 형식(analytic form) 용언의 어형 변화 체계에 넣지 않기 때문에 문법범주로 삼지 않는다.
1. 법범주
‘법’(서법)은 ‘알림법’(직설법), ‘물음법’(의문), ‘출김법’(청유), ‘시킴법’(명령) 네 가지를 구분한다.
2. 계칭범주
‘계칭’(상대 높임법)은 ‘높임’, ‘같음’, ‘낮춤’ 세 가지로 나누지만 ‘높임’은 ‘《하십시오》계렬’, ‘《해요》계렬’의 두 가지로 다시 나누고 ‘같음’은 ‘《하오》계렬’, ‘《하게》계렬’, ‘반말계렬’의 세 가지로 다시 나눈다. 따라서 실질적인 구분은 여섯 가지로 한국에서의 구분과 동일하다. 다만 ‘-ㅂ디다/-습디다’를 ‘높임’으로 구분하는 등 낱낱 어미의 취급은 한국과 다른 것도 있다(한국에서는 하오체).
3. 상범주
‘상’(태)는 상토 ‘-이-, -히-, -리-, -기-’ 등에 의해 형성되는 문법범주이며 ‘능동상’, ‘피동상’, ‘사역상’ 세 가지를 구분한다. 다만 ‘높다 ― 높이다’와 같은 경우의 ‘-이-’는 상토로 보지 않고 단어형성 요소로 보는 모양이다.
4. 존경범주
‘존경’(주체 높임법)은 존경토 ‘-시-’에 의해 형성되는 문법범주이다. 객체 높임법(겸양법)은 문법범주로 인정하지 않는다.
5. 시간범주
‘시간’(시제)는 현재, 과거, 미래 세 가지를 인정한다. 종결형의 시제는 절대 시제, 관형사형의 시제는 상대 시제로 보고 있다. 종결형에서는 선과거 ‘-았었-/-었었-’을 인정하고 관형사형에서는 과거 지속 ‘-던’을 인정한다. 미래 시제로 구분하는 ‘-겠-’은 한국에서는 시제가 아니라 서법적 요소(modality)의 한 가지로 보는 견해가 일반화되고 있다. 그리고 과거 시제와 미래 시제의 복합형 ‘-았겠-/-었겠-’이 어떠한 시제에 속하는지 언급은 없다.

## 통사론
통사론은 북한에서 ‘문장론’이라 불린다. 통사론은 소련 언어학을 답습하여 단어들의 연결에 관한 부문과 문장에 관한 부문의 두 부문으로 크게 나뉜다.

### 단어들의 연결
이 부문은 소련 언어학에서 어결합(словосочетание)에 관한 부문이다. 소련 언어학에서 어결합은 “종속적인 문법 관계에 의하여 두 개 이상의 자립어가 어울린 통사론적 구조”(Караунов, Ю. Н., гл. ред., Русский язык, Энциклопедия, 1998)이다. 어결합의 이론이 북한에 도입된 것은 해방 직후로 추정되지만 그것이 한국어에 적극적으로 적용되게 된 것은 1960년대 이후이다. 통사 구조가 서로 다른 러시아어와 한국어에서 소련 언어학의 어결합을 어떻게 도입할 것이냐에 대해 북한 내에서 1950년대 후반부터 활발한 논의가 있었던 모양이다. 그 결과, ‘조선어 문법 1’(어음론, 형태론편. 1960년)에서는 ‘단어 결합’으로서 어결합을 인정하는 한편, ‘조선어 문법 2’(문장론편. 1963년)에서는 소련식의 어결합을 그대로 인정하지 않고 ‘단어들의 문법적 련결’이라는 더 넓은 개념으로 이 문제를 처리했다. 단어들의 연결에 관해서는 1970년대 이후 현재에 이르기까지 기본적으로 이 입장에서 처리되고 있다.
현재 북한에서 인정되고 있는 단어들의 연결은 아래와 같다.
1. 결합 : 종속적인 연결. 소련 언어학의 어결합에 해당됨.
  - 예 : 굳게 단결된 인민의 힘
2. 접속 : 병렬적인 연결.
  - 예 : 나라와 민족의 자주권
3. 병립 : 동일 형태인 단어들의 병렬적인 연결.
  - 예 : 공장에서, 건설장에서 타오르는 혁신의 불길
4. 련접 : 제시어와 확인의 관계를 맺는 단어 연결
  - 예 : 당, 이는 우리의 심장

### 문장

#### 진술성
문장에 관한 부문에서도 북한 이론은 소련 언어학의 영향을 농후하게 받고 있다. 우선 문장의 정의, 즉 문장을 그것으로 만드는 것은 무엇이냐에 관해 소련 언어학에서는 진술성(предикативность)이 문장을 형성하는 바탕으로 삼았는데, 북한 문법론에서도 마찬가지로 진술성을 문장의 표지로 규정한다. 다만 진술성에 관해서는 어결합의 경우와 마찬가지로 1950년대에서 1960년대에 걸쳐 많은 논의가 있었던 모양이다. 현재 북한에서는 진술성을 아래와 같은 요소들에 의해 형성된다고 보고 있다.
1. 양태성(modality) : 서법, 양태 부사, 양태 삽입어 등에 의해 형성됨.
2. 시간(시제)
3. 계칭(상대 높임법)
4. 존경(주체 높임법)
5. 진술억양

이것을 보면 북한에서 규정하는 진술성이 서법, 시제와 같은 서술어의 문법범주와 억양이라는 두 가지 요소가 중심이 되어 있어 소련 언어학에서의 진술성의 정의와 거의 똑같다는 것을 알 수 있다.

#### 문장 성분
문장 성분은 아래와 같이 구분한다.
|          | 맞물린성분               | 외딴성분                       | 단독성분 |
| -------- | ------------------------ | ------------------------------ | -------- |
| 주도성분 | 술어, 주어, 직접보어     |                                | 진술어   |
| 의존성분 | 간접보어, 상황어, 규정어 | 삽입어, 호칭어, 접속어, 감동어 |          |
| 강조성분 | 제시어, 총괄어, 확인어   |                                |          |

단독성분, 즉 진술어는 일어문(一語文)에서의 서술어를 이른다. 일어문의 경우 용언뿐만 아니라 체언이나 부사 등이 단독으로 문장을 구성할 수 있기 때문에 이를 하나의 성분으로 보고 진술어로 삼은 것이다.

#### 문장 유형
문장 유형은 아래와 같이 구분한다.
- 내용상 갈래
  1. 진술의 목적에 따르는 문장의 갈래 : 서술문, 의문문, 명령문, 권유문
  2. 진술의 성격에 따르는 문장의 갈래 : 감동문, 긍정문, 부정문
- 형식상 갈래
  1. 무장구조의 복잡성 정도에 따르는 문장의 갈래 : 단일문/복합문, 단순문/확대문
  2. 문장성분의 구비정도에 따르는 문장의 갈래 : 비전개문/전개문, 단독구성문(외구성문)/상관구성문(두구성문)

단순문은 문장의 1차적 성분으로 이루어지는 문장, 확대문은 2차적 성분에 의해 확대된 문장을 가리킨다. 비전개문은 문장 성분 중 주도성분으로만 이루어지는 문장, 전개문은 의존성분을 포함한 문장을 가리킨다. 단독구성문은 하나의 문장 성분으로 이루어지는 문장, 상관구성문은 두 개 이상의 문장 성분으로 이루어지는 문장을 이른다.

## 참고 문헌
- 김영황, 권승모 편(1996) “주체의 조선어연구 50년사”, 김일성종합대학 조선어문학부
- 김용구(1989) “조선어문법”, 사회과학출판사
- 김일성종합대학출판사(1976) “조선어문화어문법규범”
- 사회과학원 언어학연구소(1992) “조선말대사전”, 사회과학출판사
- 조선 민주주의 인민 공화국 과학원 언어 문학 연구실 언어학 연구소(1960) “조선어 문법 1”, 과학원 출판사
- 조선 민주주의 인민 공화국 과학원 언어 문학 연구실 언어학 연구소(1963) “조선어 문법 2”, 과학원 출판사
- 朝鮮語文研究會(조선어문연구회, 1949) “朝鮮語 文法”(조선어 문법), 文化出版社(문화출판사)